# لوتوس اکسل
لوتوس اکسل (Lotus Excel) خودرویی است که در سال‌های ۱۹۸۲–۱۹۹۲تولید شده‌است. 
این خودرو در کلاس خودرو اسپورت قرار گرفته و است. سیستم جعبه‌دندهٔ آن ۴ دنده به دو صورت خودکار و دستی است.